# Burbank Challenger 2002
Il Burbank Challenger 2002 è stato un torneo di tennis facente parte della categoria ATP Challenger Series nell'ambito dell'ATP Challenger Series 2002. Il torneo si è giocato a Burbank negli Stati Uniti dal 14 al 20 ottobre 2002 su campi in cemento.

## Vincitori

### Singolare
Robby Ginepri ha battuto in finale  Björn Rehnquist con il punteggio di 7–6(6), 6–1

### Doppio
Björn Rehnquist /  Louis Vosloo hanno battuto in finale  Daniel Melo /  Iván Miranda con il punteggio di 7–6(6), 6–1